# Museo cívico diocesano de Visso
El Museo cívico diocesano de Visso es un museo ubicado en Visso, Italia. Tiene su sede en la antigua Iglesia y convento de San Agustín y está dedicado al arte sacro de la región del Alto Nera.
El museo ha tenido que cerrar sus puertas varias veces a causa de los terremotos, la última fue entre 2016 y 2017. Las obras que contenía el museo fueron trasladada a San Severino Marche. Los restauradores, historiadores del arte, arquitectos, técnicos de diferentes orígenes, simples operadores voluntarios de la Protección Civil de la Región de Las Marcas, aseguraron alrededor de 300 obras de arte recuperadas de los escombros de los derrumbes que tuvieron lugar en los municipios de Visso, Sarnano y Caldarola.

## Historia
Tras varios robos de obras de arte ocurridos entre los años 1960 y 1970, el entonces alcalde de Visso, Ado Venanzangeli, en colaboración con el párroco Don Sante Eleuteri, recogió en 1972 muchas obras de arte de las iglesias de la zona del Alto Nera y municipios limítrofes. Las obras se ubicaron en las instalaciones de la antigua iglesia y convento de San Agustín. En los años siguientes se restauraron algunas obras de arte gracias a la intervención de la Superintendencia de Patrimonio Histórico y Artístico de Urbino.
En 1983 el museo se abrió al público con el fin de realzar el patrimonio expuesto y acercar a la comunidad de ciudadanos a su patrimonio cultural, como fue la intención original del alcalde Ado Venanzangeli.
Tras el terremoto de 1997, el museo se cerró, solo para ser reabierto en 2004 con un nuevo diseño de exposición, que, sin embargo, no había proporcionado espacios para los servicios de venta de entradas, recepción y librería. El criterio de ordenamiento fue aproximadamente cronológico, sin ninguna referencia a los contextos de origen de las obras en el aparato didáctico.
El terremoto en el centro de Italia en 2016 y 2017 causó graves daños en el edificio del museo, por lo que se cerraron las salas de la iglesia y el convento agustino y la mayoría de las obras se aseguraron en un almacén en San Severino Marche, a la espera del final de la emergencia. Mientras tanto, restauradores, historiadores del arte, arquitectos, técnicos de diferentes orígenes, simples operadores voluntarios de la Protección Civil de la Región de Las Marcas, han asegurado alrededor de 300 obras de arte recuperadas de los escombros de los derrumbes que tuvieron lugar en los municipios de Visso, Sarnano y Caldarola. Era un trabajo arriesgado, considerando el peligro de operar en la «zona roja» y la continua sucesión de terremotos. Las administraciones públicas locales recibieron el apoyo de empresarios locales con donaciones en efectivo, venta de productos locales y promoción del paisaje a través de los sitios de la empresa, con el fin de implementar un plan de recuperación económica post terremoto y repoblación de las aldeas.

## Sede
La iglesia de San Agustín fue construida en 1338 y se encuentra junto a la Colegiata de Santa María, ambas ubicadas en la Plaza de Martiri Vissani. Se trata de un edificio gótico caracterizado por una fachada cuspidada en piedra local, con portal abocinado y arco apuntado, coronado por un rosetón central polilobulado. Internamente la iglesia tiene una sola nave. 
El convento agustino adyacente fue construido junto con la iglesia en el período comprendido entre 1330 y 1340. En 1468 y 1503 el convento acogió dos Capítulos Generales de la Orden de San Agustín. El edificio fue restaurado varias veces, la primera vez por un proyecto de Nicola da Gualdo Cattaneo en 1524 y, más tarde, en 1605 y 1739.
Con un escrito apostólico fechado el 8 de abril de 1628, el papa Urbano VIII ordenó el traslado del seminario sacerdotal de Visso a un ala del convento agustino. Esto se amplió especialmente con la construcción de un corredor y aulas con portales de entrada de piedra, en cuyos arquitrabes está tallado el nombre de las disciplinas que allí se enseñan. El portal de entrada al convento está decorado con el escudo del Papa Urbano VIII en memoria de la fundación del seminario sacerdotal. Su entrada conduce al claustro con un pórtico de cuatro lados sostenido por pilares de piedra.
El conjunto también cuenta con un campanario que entre 1610 y 1628 fue modificado junto con el convento. La sacristía, sobre la que se alza el campanario, se incorporó a las murallas de la ciudad.
Frente a las disposiciones gubernamentales establecidas por las leyes subversivas del eje eclesiástico, en 1860 se cerró el Seminario Vivano y hasta 1901 el complejo fue la sede del Ginnasio di Visso, que luego fue utilizado como escuelas primarias. En 1972 se inició la puesta en marcha de la idea de crear un museo, que fue inaugurado en 1983.
En noviembre de 1999, el convento fue restaurado tras los daños del terremoto de Umbría y Las Marcas de 1997, gracias a un proyecto de consolidación estructural dirigido por el arquitecto Giovanni Brandizi.

## Colecciones

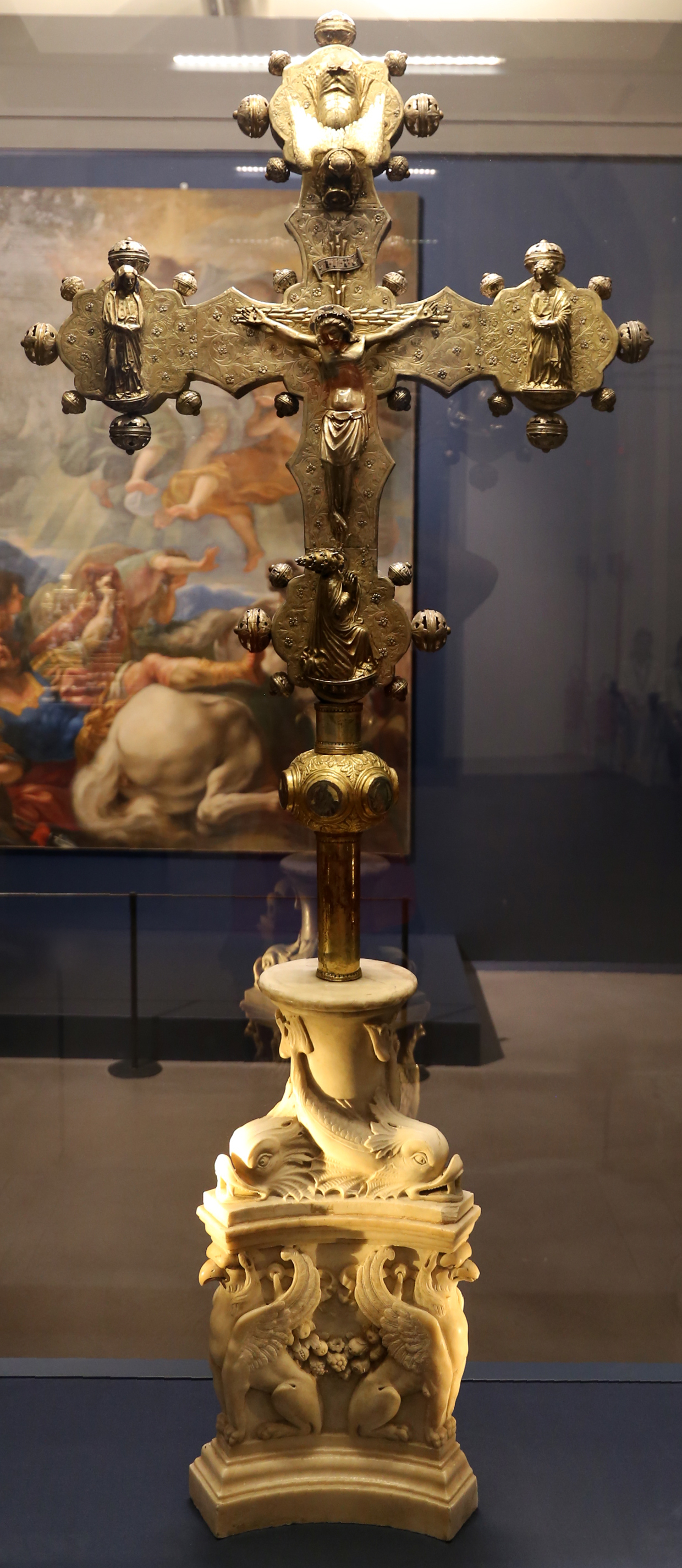
anverso de la Cruz Procesional de San Marcos (circa 1400-1425) de plata dorada, cobre y esmaltes sobre un núcleo de madera

El museo contiene obras de arte sacro del territorio de la Alta Valnerina, datadas entre los siglos XII y XVIIIXIII. La mayoría de las obras expuestas son propiedad diocesana, como el núcleo de esculturas de madera y la mayoría de las pinturas. Otras obras, en cambio, proceden de la Iglesia de San Francisco de Visso y son propiedad del municipio. También son de la misma propiedad las tablas del siglo siglo XVII de las Doce Sibilas, firmadas por Nicola Amatore da Jesi, que adornaban el salón del consejo del municipio y algunos manuscritos autografiados de Giacomo Leopardi. La llegada de estos últimos a Visso se remonta al 24 de marzo de 1868, cuando el entonces alcalde Gian Battista Gaola Antinori los compró por cuatrocientas liras a Prospero Viani, director del Liceo Galvani de Bolonia, que se encontraba en dificultades económicas.

### Orfebrería de Abruzos, Cruz Procesional de San Marco, primer cuarto delsigloXV
La cruz procesional está hecha de una lámina de plata parcialmente dorada en relieve, grabada, cincelada, sobre un núcleo de madera, recubierta de plata dorada y decorada con placas circulares en esmalte translúcido. Procede de la Colegiata de Santa Maria di Visso. Fue restaurada en 1642 y nuevamente en 1978 tras un robo sufrido en 1973. En el recto de la cruz, en los brazos laterales, están representados los dolientes (San Juan el evangelista a la izquierda y la virgen a la derecha). A los pies del Cristo Crucificado central está el Papa Gregorio XII adorando, mientras que en la parte superior del brazo un ángel corona a Jesús. En el otro lado el Cristo redentor, en el centro, está rodeado por los símbolos de los cuatro evangelistas. Los estudios más recientes coinciden en situar al autor en la zona de los Abruzos, hipótesis apoyada en los motivos estilísticos y decorativos que también caracterizan a las cruces Sulmonese de finales del siglo XIV. La datación del primer cuarto del siglo XV está comprobada por la presencia de la imagen del Papa Gregorio XII en el anverso. Dado que, tras su abdicación, Gregorio XII ofreció trabajos de orfebrería a las iglesias de Las Marcas, es posible que el pontífice también hubiera sido quien encargó esta cruz.

### Paolo de Visso, políptico de Nocelleto (madonna entronizada con el niño y santos)
El políptico de Nocelleto es considerado como una de las obras más importantes de Paolo Visso. Este recibió el encargo del político de los frailes del Convento de Santa Maria in Castellare, en Nocelleto.
En el centro está representada la virgen María y el niño entronizados, mientras que en los otros paneles están representados los santos mayores de la Orden Franciscana (San Francisco de Asís, San Antonio de Padua, San Bernardino de Siena y San Luis de Tolosa), a los que se suman otros santos como San Juan Bautista, San Pedro, María Magdalena y San Miguel Arcángel. En la predela también hay otros santos. Se representa a San Bernardino de Siena sosteniendo un libro abierto y realizando el gesto de perfecta argumentación con una mano, lo que lo connota como un predicador eficaz.